# Anthothoe albocincta
Anthothoe albocincta is een zeeanemonensoort uit de familie Sagartiidae. De anemoon komt uit het geslacht Anthothoe. Anthothoe albocincta werd in 1879 voor het eerst wetenschappelijk beschreven door Hutton.